# Alkohol dehidrogenaza (azurin)
Alkohol dehidrogenaza (azurin) (EC 1.1.9.1, tip II hinoproteinska alkoholna dehidrogenaza, hinohemoproteinska etanolna dehidrogenaza, QHEDH, ADHIIB) je enzim sa sistematskim imenom alkohol:azurin oksidoreduktaza. Ovaj enzim katalizuje sledeću hemijsku reakciju
primarni alkohol + azurin {\displaystyle \rightleftharpoons } aldehid + redukovani azurin
Ovaj rastvorni, periplazmični hinohemoprotein sadrži PQQ i hem c. On se javlja u Comamonas i Pseudomonas. Za njegovo dejstvo nije neophodan aminski aktivator. On oksiduje širok opsed primarnih i sekundarnih alkohola, kao i aldehide i velike supstrate poput sterola. Metanol nije njegov supstrat.

## Literatura
- Nicholas C. Price; Lewis Stevens (1999). Fundamentals of Enzymology: The Cell and Molecular Biology of Catalytic Proteins (Third изд.). USA: Oxford University Press. ISBN 019850229X.
- Eric J. Toone (2006). Advances in Enzymology and Related Areas of Molecular Biology, Protein Evolution (Volume 75 изд.). Wiley-Interscience. ISBN 0471205036.
- Branden C; Tooze J. Introduction to Protein Structure. New York, NY: Garland Publishing. ISBN 0-8153-2305-0.
- Irwin H. Segel. Enzyme Kinetics: Behavior and Analysis of Rapid Equilibrium and Steady-State Enzyme Systems (Book 44 изд.). Wiley Classics Library. ISBN 0471303097.
- William P. Jencks (1987). Catalysis in Chemistry and Enzymology. Dover Publications. ISBN 0486654605.

## Spoljašnje veze
- Alcohol+dehydrogenase+(azurin) на 